# Convent van Kerken

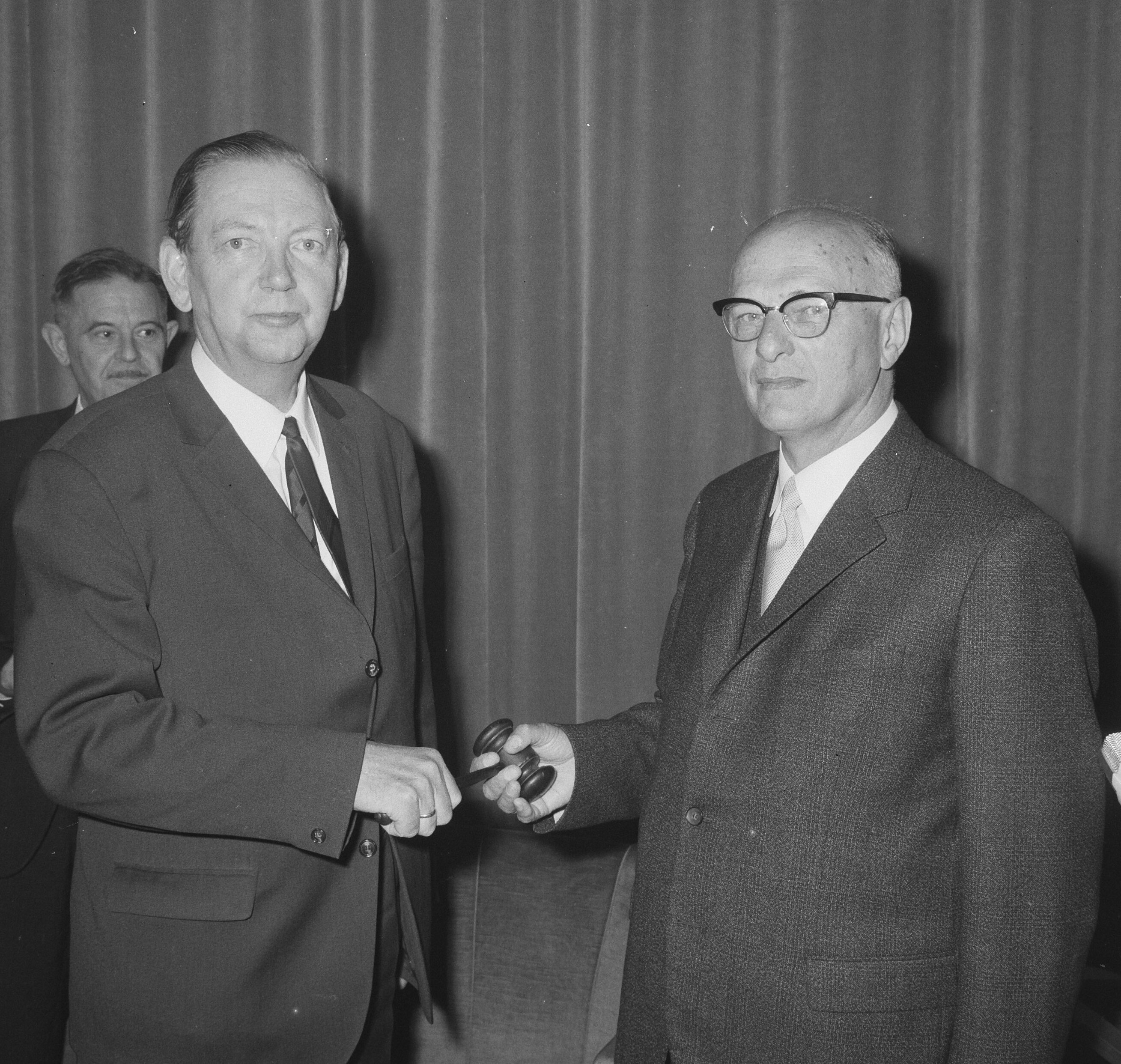
Der erste Direktor des Convent van Kerken J. Ozinga (links), 1966. Hier erhielt er den „Vorsitzendenhammer“ (siehe auch Richterhammer) des NCRV, dessen Vorsitzender er ab 1966 wurde, aus der Hand des zweiten Vorsitzenden Gerrit Pieter van Itterzon (rechts)

Der Convent van Kerken (CvK) war ein konfessioneller öffentlich-rechtlicher Rundfunksender in den Niederlanden, der zwischen 1957 und 1976 existierte.

## Geschichte
Die Niederlande hatten nach den Ereignissen des Zweiten Weltkriegs schwierige Jahre hinter sich und ihre Kirchen waren traditionell stark nach innen orientiert. Ab 1946 beabsichtigen sie jedoch, auch via Rundfunkausstrahlung, sich mehr auf die Welt außerhalb der Kirchen zu richten. So entstand z. B. der konfessionelle Medienverband IKOR (Interkerkelijk Overleg inzake Radioaangelegenheden, deutsch etwa: Interkonfessionelle Beratung zu Radioangelegenheiten).
Die Protestantische Kirche in den Niederlanden verfolgte einen eigenen Weg. Zunächst ließ jede, nicht der IKOR verbundene, Kirchengemeinschaft ihre Inhalte über die Nederlandse Christelijke Radio Vereniging (NCRV) ausstrahlen. Hierbei gab es keine festen Vorgaben und jede Sendeminute musste mühsam ausgehandelt werden.
In der Synode von Enschede von 1955 wurde dann beschlossen, ebenfalls einen Verband, eben den Convent, zu gründen, der fortan geschlossener in der Rundfunklandschaft auftreten, staatliche Gelder akquirieren und eigenständig Sendungen produzieren sollte.
Mitglieder dieses Convents waren:
- Gereformeerde Kerken in Nederland
- Gereformeerde Kerken vrijgemaakt (nach Artikel 31)[2]
- Christelijke Gereformeerde Kerken
- Vrije Evangelische Gemeenten
- Baptisten Gemeenten
- Leger des Heils (Heilsarmee)

Am 1. Januar 1957 erhielt der Convent van Kerken seine festen Sendezeiten beim NCRV.
Ab 1964 vergrößerte sich das Angebot und man begann auch eigene Sendungen zu produzieren.

## Leitung
- J. Ozinga (1957–1966)
- C. van Rij (1966–1969)
- G. N. Lammens (1969–1976)

## Ende
Zum 1. Januar 1976 verschmolzen der IKOR und der Convent van Kerken in der Stiftung (Stichting) Interkerkelijke Omroep Nederland (IKON).
Dies geschah allerdings nicht vollständig, da drei Mitglieder des CvK, die Christeiyke Gereformeerde Kerken, die Gereformeerde Kerken (Vrijgemaakt) und die Baptisten, es vorzogen unter dem Arbeitsbegriff „niet-participerende kerken“ medial eigenständig weiterzuarbeiten und sich von der neuen IKON lediglich technisch unterstützen ließen.
In Folge des Inkrafttretens der neuen Mediengesetzes in der reformierten Version von 2016 verschwanden die sogenannten „2.42 Sender“ des niederländischen Rundfunksystems. So ging der IKON am 1. Januar 2016 in dem Sender Evangelische Omroep (EO) auf.